# Betampona-reservatet
Betampona-reservatet er et  naturreservat i regionen Atsinanana i Madagaskar. Den ligger  40 km nordvest for byen Toamasina og blev etableret i 1927. Reservatet har et areal på 29,2 km².